# 今出川実直
今出川 実直（いまでがわ さねなお）は、南北朝時代から室町時代初期にかけての公卿。権大納言・今出川実尹の子。官位は従一位・右大臣。

## 経歴
延文3年/正平13年（1358年）に従三位となり、公卿に列する。その後は周防権守・参議・権中納言・権大納言・内教坊別当・左近衛大将などを歴任。応永元年（1394年）に内大臣を経ずして右大臣に任官。翌年官職を辞すも従一位を授与される。
応永3年（1396年）5月に兄・公直が嗣子無く薨去し、家督を継ぐも、同年同月中に後を追うように実直も薨去した。子・公行が今出川家の家督を継いだ。

## 系譜
- 父：今出川実尹（1316-1342）
- 母：不詳
- 養父：今出川公直（1335-1396）
- 妻：不詳
  - 男子：今出川公行（1365-1421）